# Río Ramganga
El río Ramganga (en hindi: रामगंगा नदी; Ramganga West, Rāmgangā) es un río de la India, un afluente del río Ganges por la margen izquierda, que discurre por los estados de Uttarakhand y Uttar Pradesh.

## Ramganga Occidental
El río Ramganga Occidental se origina en las cordilleras de Doodhatoli, en el distrito de Pauri Garhwal, en el estado de Uttarakhand de la India. El río Ramganga fluye hacia el sureste desde Kumaun, en el Himalaya. Es un afluente del río Ganges, que se origina en la zona de gran altitud de 800−900 m. El Ramganga fluye por el parque nacional de Jim Corbett, cerca de Ramnagar del distrito de Nainital, desde donde desciende sobre las llanuras. Las ciudades de Uttar Pradesh de Bijnor, Moradabad, Bareilly, Badaun, Shahjahanpur y Hardoi están situadas en sus riberas. La presa Ramganga se erigió en el río en Kalagarh (en parte en los distritos de Bijnor y Pauri Garhwal) para la irrigación y la generación hidroeléctrica. Un festival anual de Ganga Dassahra se organiza en sus riberas anualmente, durante los meses de septiembre y octubre, en el pueblo de Chaubari cerca de Bareilly. Drena una cuenca de 30 641 km².

## Galería de imágenes

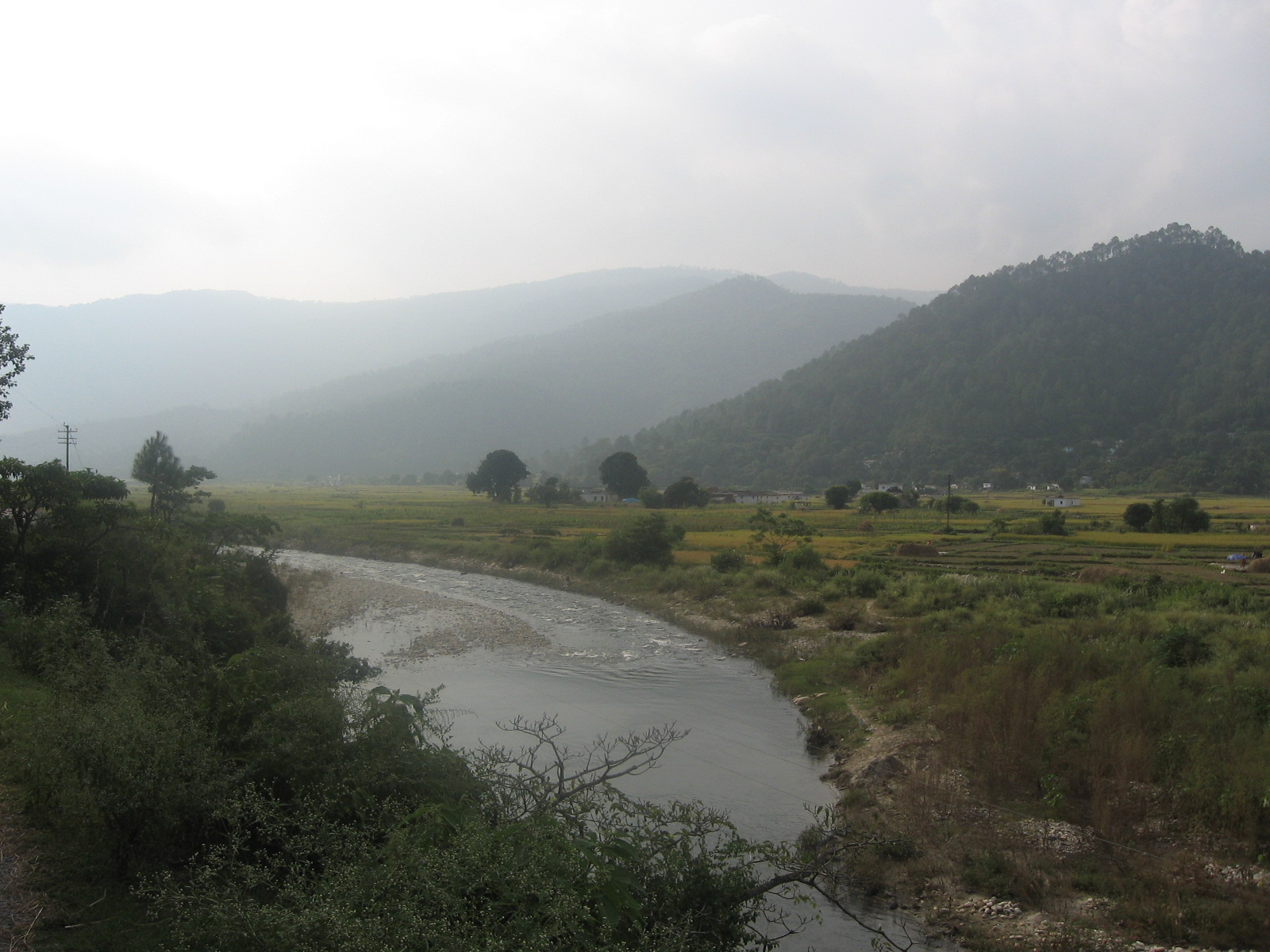
El Ramganga a 2 km de Bhatkot
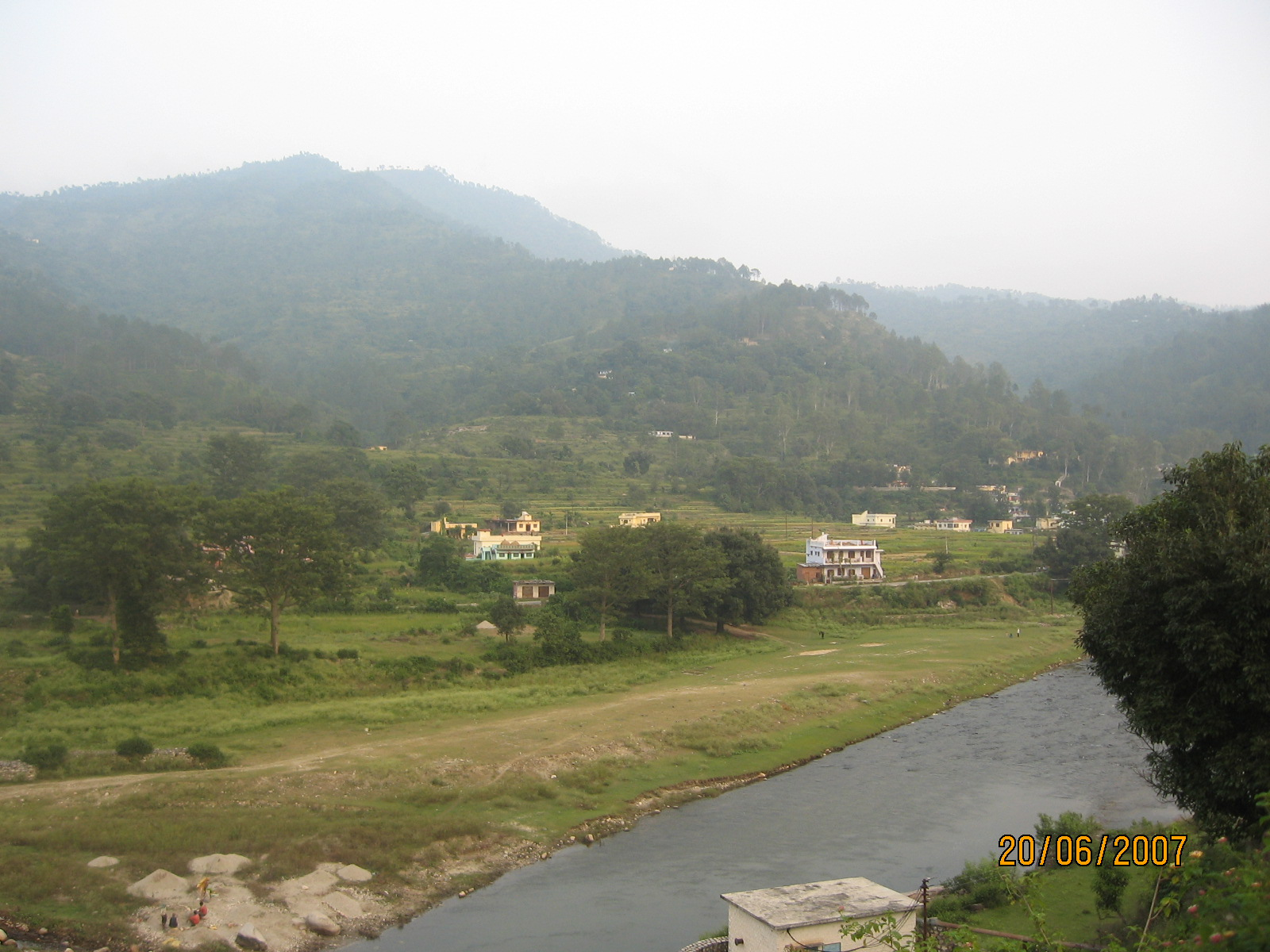
Otra vista del Ramganga
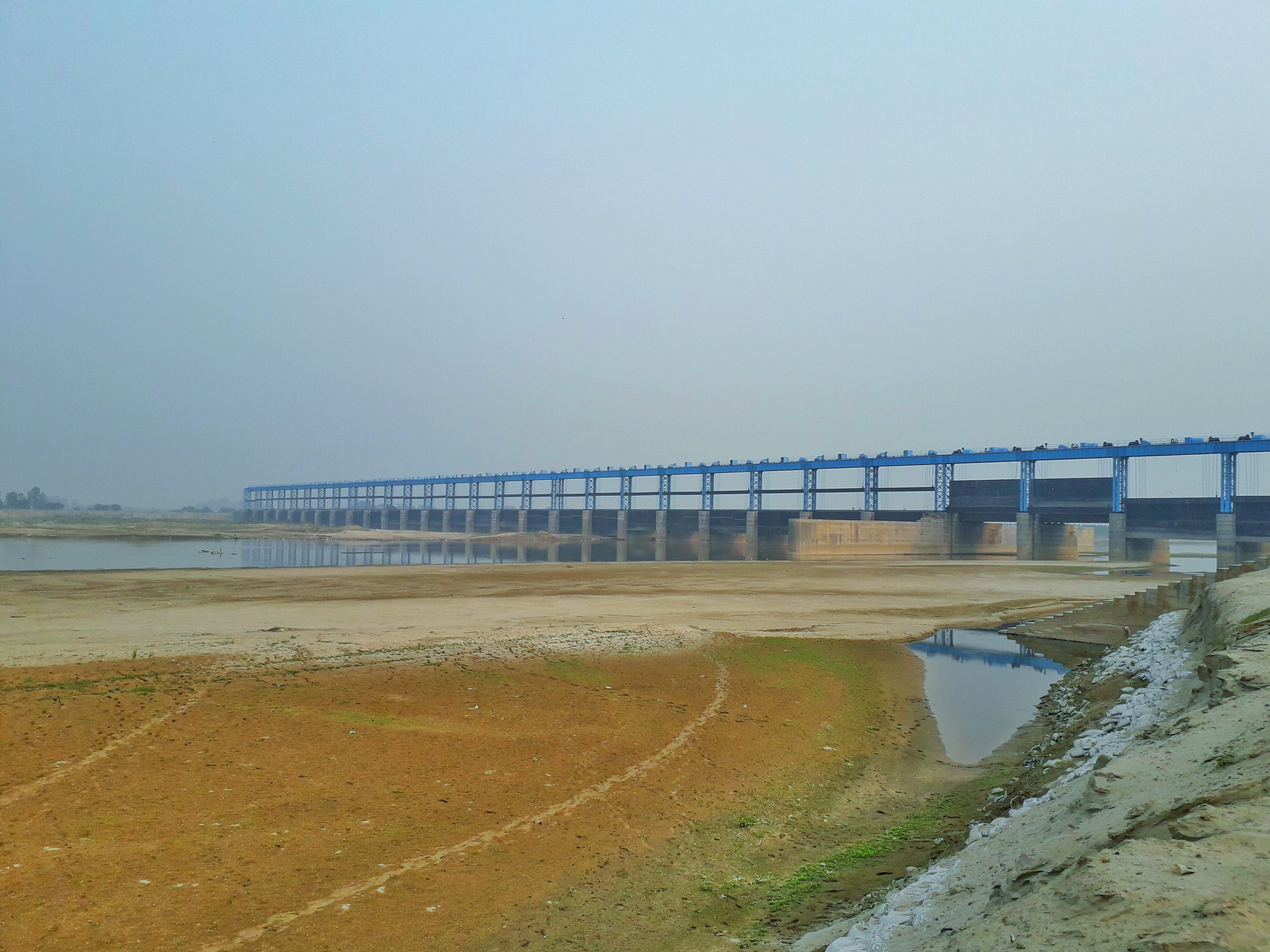
El Ramganga en Ramganga, Bareilly
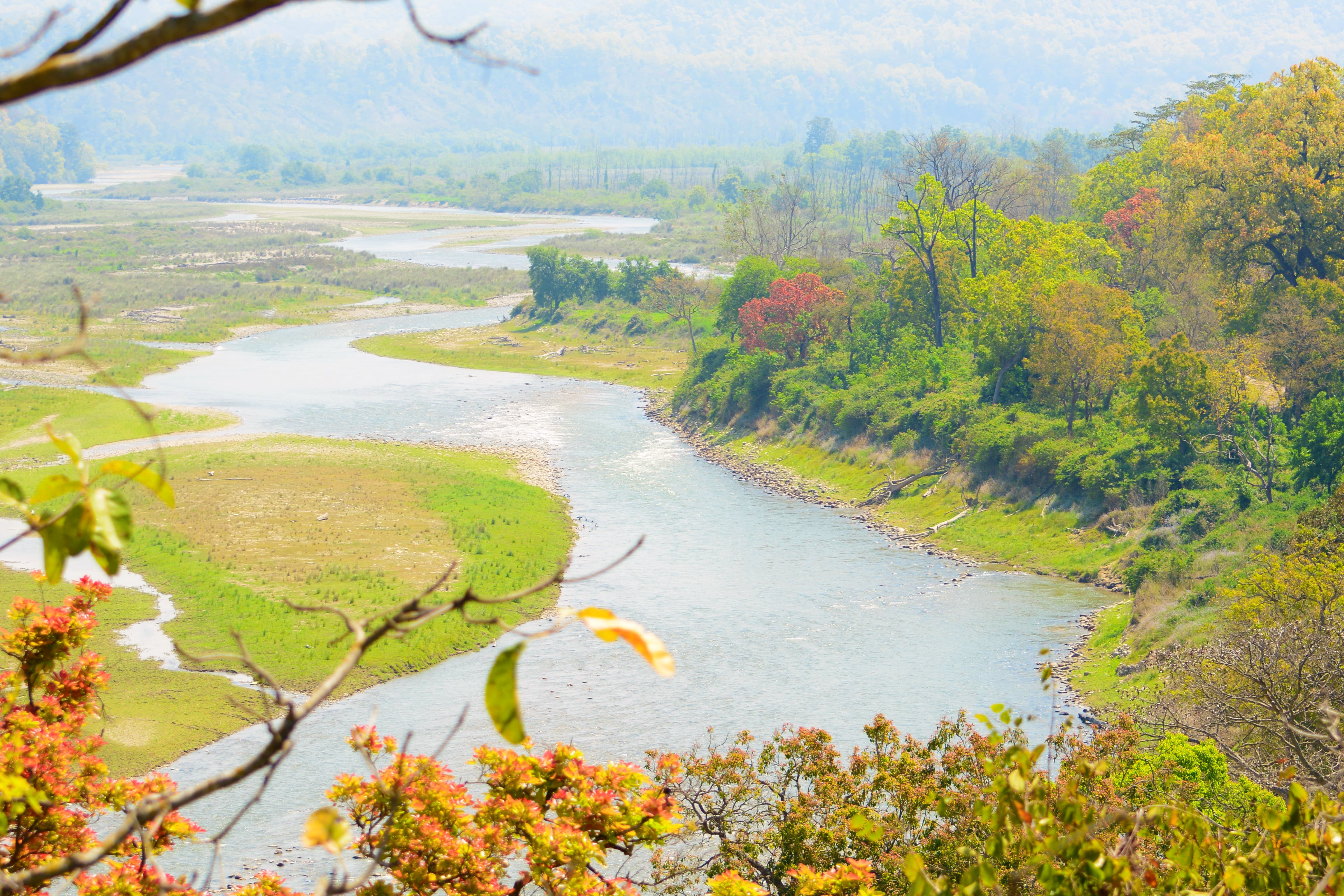
El Ramganga desde la atalaya de la carretera de Sambhar.
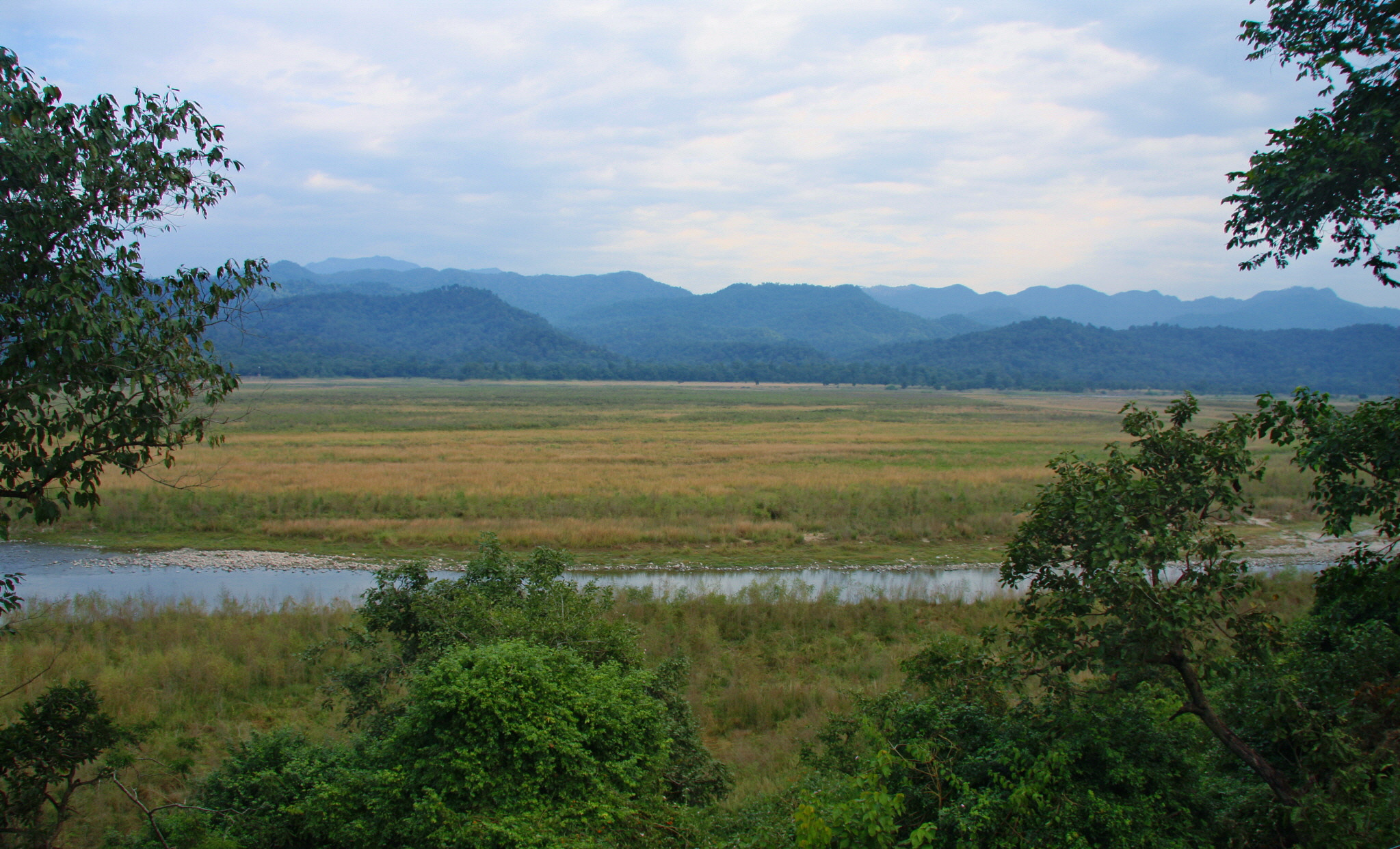
Dhikala Forest Lodge, mirando por encima del embalse de Ramganga

## Ramganga Oriental
Hay otro río llamado Ramganga, llamado Ramganga Oriental (Ramganga East) para distinguirlo, que se origina en el glaciar Namik en el distrito de Pithoragarh de Uttarakhand y fluye hacia el sureste.  El río es alimentado por numerosos ríos, grandes y pequeños, y finalmente se une al río Sarju en Rameshwar, cerca del Ghat de Pithoragarh. El Sarju a su vez confluye con el Kali (Sharda), qu vía el Ghaghara, también acaba en el Ganges.